# Stygobromus
Stygobromus é um género de crustáceos da família Crangonyctidae.
Este género contém as seguintes espécies:
- Stygobromus araeus
- Stygobromus arizonensis
- Stygobromus balconis
- Stygobromus barri
- Stygobromus bifurcatus
- Stygobromus bowmani
- Stygobromus clantoni
- Stygobromus conradi
- Stygobromus cooperi
- Stygobromus dejectus
- Stygobromus elatus
- Stygobromus emarginatus
- Stygobromus ephemerus
- Stygobromus flagellatus
- Stygobromus gradyi
- Stygobromus hadenoecus
- Stygobromus harai
- Stygobromus hayi
- Stygobromus heteropodus
- Stygobromus hubbsi
- Stygobromus identatus
- Stygobromus longipes
- Stygobromus lucifugus
- Stygobromus mackenziei
- Stygobromus montanus
- Stygobromus morrisoni
- Stygobromus mundaus
- Stygobromus nortoni
- Stygobromus onondagaensis
- Stygobromus ozarkensis
- Stygobromus parvus
- Stygobromus pecki
- Stygobromus pizzinii
- Stygobromus putealis
- Stygobromus reddelli
- Stygobromus smithii
- Stygobromus spinatus
- Stygobromus stellmacki
- Stygobromus subtilis
- Stygobromus wengerorum